# Автошлях Т 0413
Автошля́х Т 0413 — автомобільний шлях територіального значення у Дніпропетровській області. Пролягає територією Дніпровського та Новомосковського районів через Царичанку — Магдалинівку — Губиниху. Загальна довжина — 65,2 км.

## Маршрут
Автошлях проходить через такі населені пункти:
| Автошлях Т 0413          |               |
| Дніпропетровська область |               |
| Царичанський район       |               |
| Царичанка                | Н31Т 0441     |
| Івано-Яризівка           |               |
| Преображенка             | Т 0412        |
| Прядівка                 |               |
| Магдалинівський район    |               |
| Топчине                  |               |
| Магдалинівка             | О040410Т 0414 |
| Почино-Софіївка          |               |
| Новомосковський район    |               |
| Нове                     |               |
| Губиниха                 | E105М18       |